# Juillet 1814

## Événements

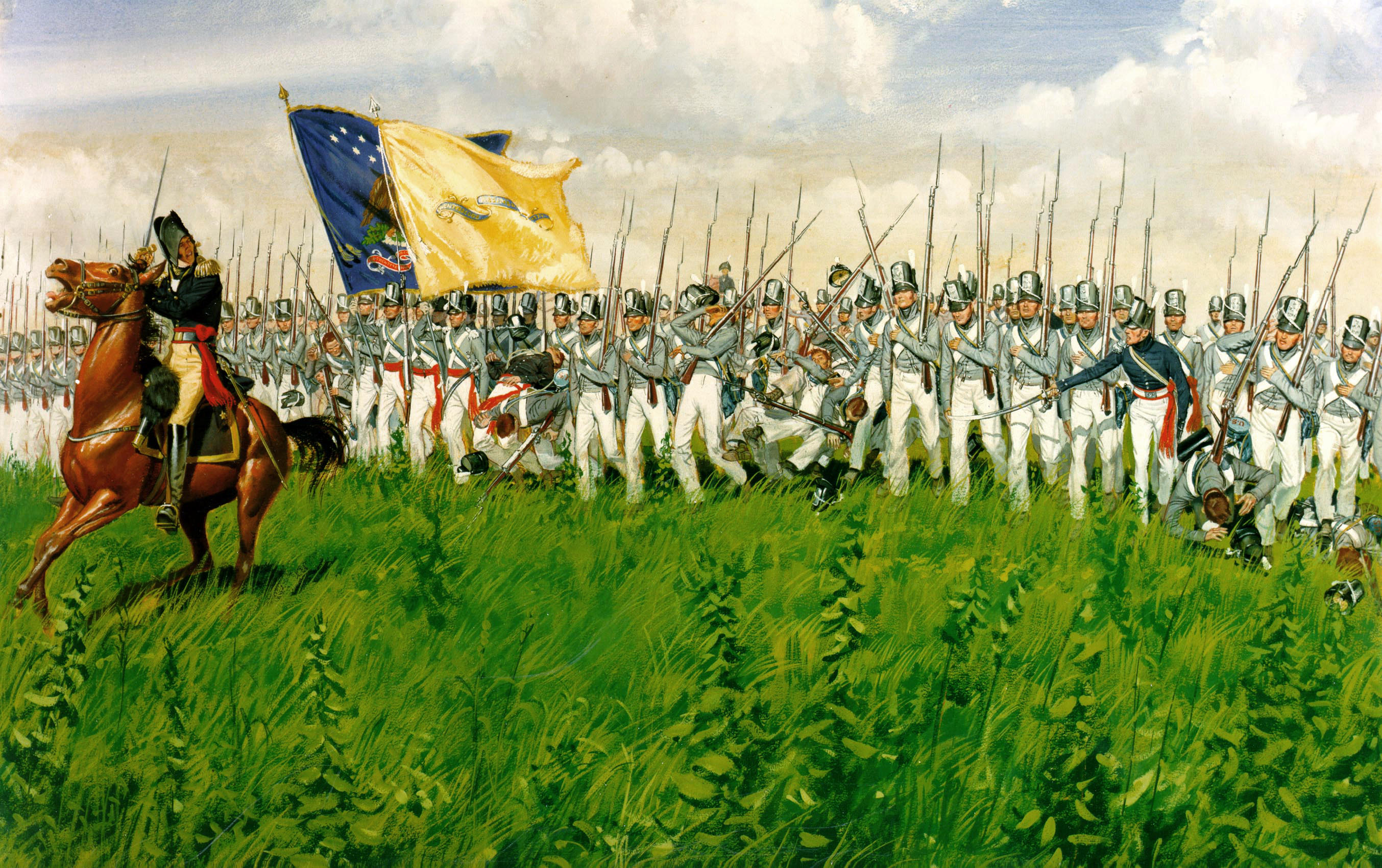
5 juillet: bataille de Chippawa (Ontario)

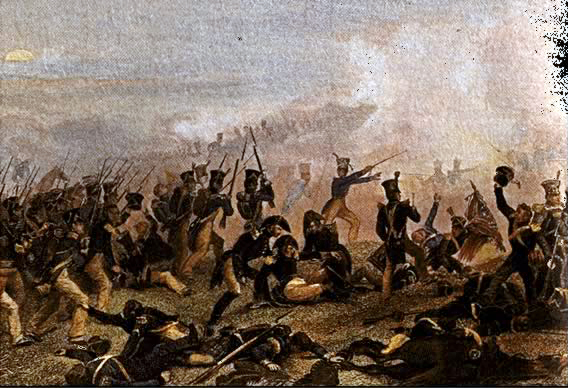
25 juillet : bataille de Lundy's Lane

- 3 juillet, guerre de 1812 (États-Unis), campagne du Niagara : les Américains s'emparent de Fort Érié (Ontario).

- 5 juillet :
  - Guerre de 1812, campagne du Niagara : victoire américaine à la bataille de Chippawa (Ontario).
  - Traité de Madrid entre l'Espagne et le Royaume-Uni qui obtient la clause de la nation la plus favorisée dans le commerce avec les colonies espagnoles.

- 7 juillet, Venezuela : les loyalistes reprennent Caracas. Les llaneros de l’intérieur, ralliés par Boves et Morales à l’Espagne, chassent Simón Bolívar, qui doit fuir en Nouvelle-Grenade où il rédige une charte pour une Amérique latine indépendante (1815). José Tomas Boves fait régner la terreur mais est tué à Urica le 5 décembre[1].

- 17 – 20 juillet, guerre de 1812, frontière de Détroit : victoire britannique à la bataille de Prairie du Chien.

- 21 juillet :
  - Le prince d’Orange accepte le protocole de Londres du 21 juin par lequel les Alliés demandent la réunion de la Hollande et de la Belgique, à l’origine de la création du royaume uni des Pays-Bas[2].
  - Guerre de 1812 : victoire des Britanniques et des Sauks, qui eut pour résultat le contrôle des tribus sauk et fox des Quad Cities jusqu'en 1832.

- 25 juillet, guerre de 1812, campagne du Niagara : bataille de Lundy's Lane à Niagara Falls (Ontario). Victoire indécise. L'une des batailles de la guerre de 1812 les plus meurtrières.

- 26 – 4 août, guerre de 1812, frontière de Détroit : bataille de l'île Mackinac : Les Américains tentent, sans succès, de s'emparer de l'Île Mackinac.

## Naissances
- 10 juillet : arts plastiques
  - Jacques-Joseph Ebelmen (mort en 1852), chimiste français.
  - Louis Désiré Joseph Delemer (mort en 1868), peintre et graveur français.
- 14 juillet : Ernst Friedrich Versmann (mort en 1873), théologien prussien.
- 17 juillet : Amanz Gressly (mort en 1865), géologue et paléontologue suisse.

## Décès
- 19 juillet : Matthew Flinders (né en 1774), navigateur et explorateur britannique.